# День национального единства (Таджикистан)
День национального единства (тадж. Рӯзи Ваҳдати миллӣ) — один из официально установленных праздников Таджикистана. Праздник установлен в соответствии с указом президента Таджикистана и закреплен Законом Республики Таджикистан от 22 мая 1998 года «О праздничных днях» и статьей 83 Трудового законодательства Республики Таджикистан и отмечается ежегодно 27 июня.

## Предыстория
Эта праздничная дата была установлена после продолжительной гражданской войны, которая после двухсторонних мирных переговоров конфликтующих сторон, между Правительством РТ и Объединённой таджикской оппозицией завершилась подписанием заключительного документа «Общего соглашения о мире и национальном согласии в Таджикистане» 27 июня 1997 года в г. Москве.

## Празднование
В Таджикистане широко отмечают «День национального единства». Праздничные мероприятия, проводятся в государственных трудовых коллективах. Спортивные состязания, гуляния и концерты в этот день проходят в столице, областных центрах и других городах страны.